# Оріщенко Олег Володимирович
Олег Володимирович Оріщенко (нар. 5 травня 1962, Харків) — генеральний директор Харківського національного театру опери і балету (з 2013 року по 2023).

## Життєпис
Має дві вищих освіти — у 1985 році закінчив Харківський національний університет мистецтв імені Івана Котляревського зі спеціальності «соліст оркестру» (клас труби), а в 1998 році — Харківський державний автодорожній університет зі спеціальності «економіст».
На посаду генерального директора ХНАТОБу був призначений 2013 року, змінивши на цій посаді Любов Морозко. Контракт було продовжено 2017-го року у результаті перемоги на відкритому конкурсі (на посаду також претендували заступник начальника відділу міжнародних зв'язків Юрій Логвінов та музичний керівник театру Віктор Плоскина).
За період роботи О.Оріщенка на посаді директора театру, в театрі було здійснено ряд прем'єрних постановок, зокрема:
- опери «Мазепа» П. Чайковського українською мовою (2017)[2][3], щоправда з деякими спірними змінами до авторського задуму[4],
- опери «Норма» В. Белліні (2017)[5], щоправда із непередбаченим включенням звуків дискотеки, що відбувалася у сусідньому приміщенні.[6]

З 2019 року ХНАТОБ став членом «Європейської оперної асоціації» — Opera Europe — договір про співпрацю 22 січня підписали директор OperaEurope Ніколас Пейн та генеральний директор — художній керівник ХНАТОБ Олег Оріщенко.

## Нагороди
- 2019, 28 листопада — Заслужений діяч мистецтв України — за значний особистий внесок у державне будівництво, соціально-економічний, науково-технічний, культурно-освітній розвиток Української держави, вагомі трудові досягнення, багаторічну сумлінну працю[8]